# Àkhtuba
L'Àkhtbua - Ахтуба (rus) - és un riu de Rússia, un distributari de l'esquerra del Volga. Discorre per l'óblast de Volgograd i d'Astracan.

## Geografia
L'antic inici del riu Àkhtuba fou bloquejat per la presa de la central hidroelèctrica de Volgograd. Actualment l'aigua es dirigeix al curs de l'Àkhtuba per un canal artificial de 6,5 km de llargària que comença per sota de la presa. L'Àkhtuba fa 537 km de llarg i té un cabal mitjà de 153 m³/s.
L'Àkhtuba travessa algunes viles importants: Voljski, Léninsk, Znàmensk, Akhtúbinsk, Kharabalí i Sarai-Batu.
La regió entre el Volga i l'Àkhtuba es coneix com la plana Volga-Àkhtuba, que és un dels aiguamolls principals de Rússia i és particularment conegut per la producció de síndries.